# Stułbia zielona
Stułbia zielona (Hydra viridissima) – słodkowodny stułbiopław z rodziny Hydridae. Długość do 3 cm. Spodnią częścią ciała (stopą) przytwierdza się do kamieni albo do roślin. Na wolnym końcu ciała znajduje się otwór gębowy otoczony długimi czułkami. Żywi się drobnymi zwierzętami. Żyje w stawach hodowlanych, jeziorkach, odnogach rzek itp.
Zielony kolor zawdzięcza zawartym w endodermie zoochlorellom, glonom żyjącym z nią w endosymbiozie.